# Atriplex nilotica
Atriplex nilotica Sukhor. – gatunek rośliny z rodziny szarłatowatych (Amaranthaceae Juss.). Występuje endemicznie w Egipcie.

## Morfologia
PokrójŁodyga wyprostowana. Dorasta do 150 cm wysokości.
LiścieDolne liście mają romboidalny i podłużny kształt, natomiast górne są lancetowate. Posiada trójkątne przylistki z dużymi przydatkami na swojej powierzchni.
KwiatyZebrane w gęste kwiatostany.
Gatunki podobneA. patula L., A. prostrata Boucher ex DC.

## Biologia i ekologia
Roślina jednoroczna. Naturalnym siedliskiem jest dolina Nilu w Egipcie.